# 金角・銀角
金角・銀角（きんかく・ぎんかく）は、『西遊記』に登場する兄弟魔王。金角大王（きんかくだいおう）・銀角大王（ぎんかくだいおう）とも。金角が兄で銀角が弟。平頂山蓮華洞（へいちょうざんれんげどう）を住処としている。精細鬼(せいさいき)に伶俐虫(れいりちゅう)、巴山虎(はざんこ)に倚海龍(いかいりゅう)と名のついた子分を従えている。
名前が示す字面から、日本では角の生えた姿で描かれることが多いが、叔父や母に当たる者は狐の変化であるため、その正体は狐狸精であることがわかる。
本相は太上老君の金炉と銀炉の番をしている童子たちで、老君の5つの法宝を持ち出して下界に降りて妖怪となっていた。5つの法宝とは、羊脂玉浄瓶（）、七星剣（）、芭蕉扇（）、幌金縄（）、呼びかけた相手が返事をすると中に吸い込んで溶かしてしまう瓢箪の紫金紅葫蘆（）のことである。琥珀浄瓶は紫金紅葫蘆と同様、返事をした相手を吸い込むことができる。
銀角自身は山を動かす術を得意とし、須弥山、峨眉山、泰山の3つの山で悟空を封じたりした。

## エピソード
三蔵一行が平頂山に辿りついた頃、悟空は猪八戒を懲らしめる意味も含めて偵察に行かせるが、八戒は銀角に捕まってしまう。八戒がなかなか帰ってこないため、しかたなく八戒を探しながら進むことにしたが、山頂で待ち伏せしていた銀角に3つの山で悟空は封じられ、三蔵と悟浄まで捕えられてしまった。
3つの山の神を呼び出して山をどかしてもらった悟空は、仲間を取り戻すために金角・銀角たちと法宝の奪い合いをする。最終的には銀角を紅葫蘆の中に吸い込み、金角を浄瓶の中に吸い込む。
その後、太上老君に5つの法宝を返したところ、紅葫蘆と浄瓶から童子たちが出てくる。実は、童子たちは三蔵一行の試練のため、あえて悪役を演じていたのだった。